# Ẽfini
Ẽfini (lautschriftlich für frz. infini, „unendlich“; jap. アンフィニ, Anfini) war eine im Jahre 1990 gegründete Automobilmarke des japanischen Automobilherstellers Mazda, welche lediglich auf dem japanischen Heimatmarkt vertrieben wurde. Der Firmensitz befindet sich in Osaka. Alle Modelle mit Ausnahme des Ẽfini MS-8 waren Produkte des Badge-Engineerings. Von 1990 bis 1996 war die Ẽfini Incorporation zudem auch der Generalimporteur für Fahrzeuge der französischen Automobilmarke Citroën. 1996 gab Mazda dann den Namen als Automobilmarke auf und nutzt diesen seitdem nur noch als Handelsmarke für eines seiner Händlernetzwerke weiter. Die markeninterne Modellbenennung MS stand für Megalo Spirits.

## Modellübersicht

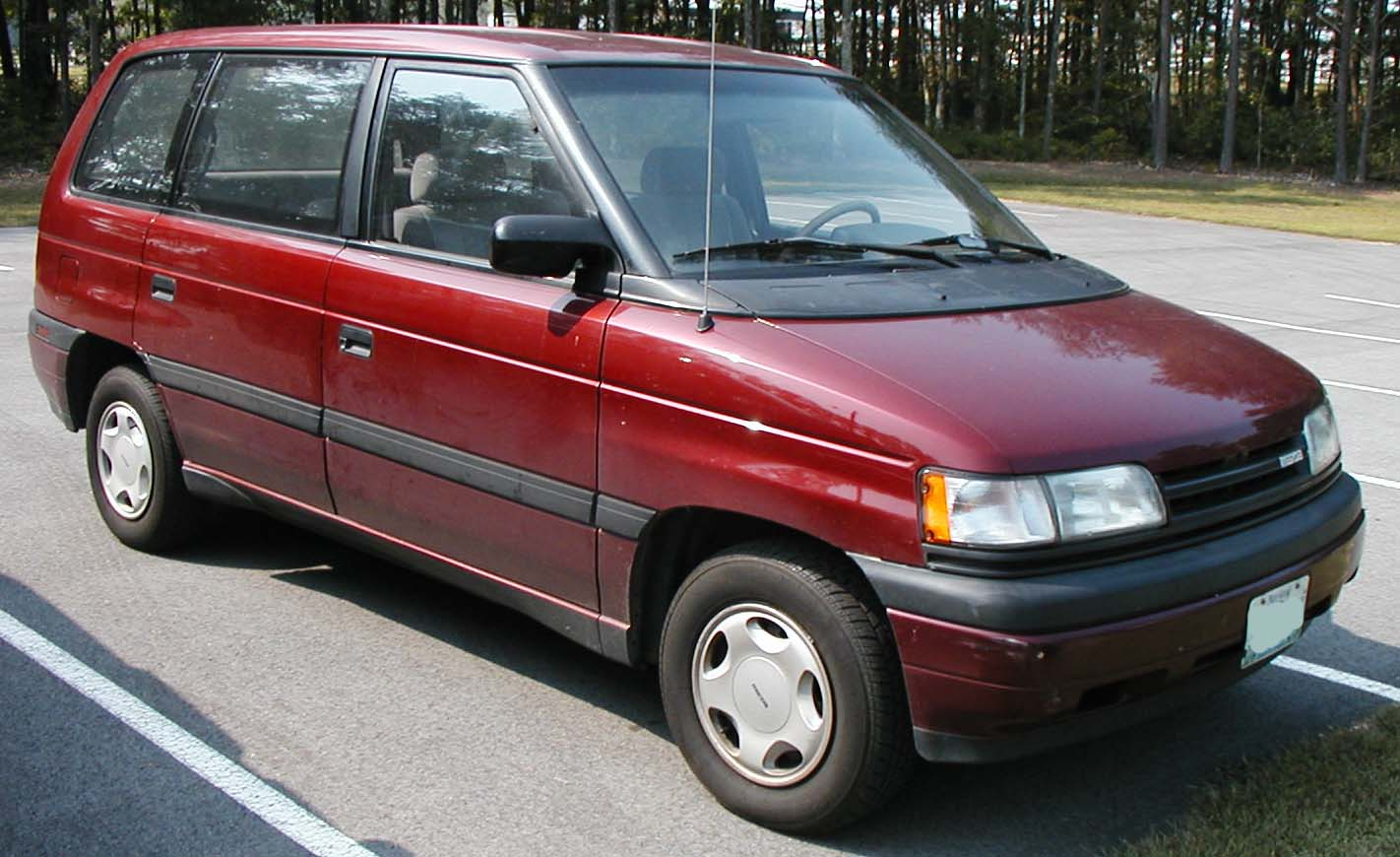
Ẽfini MPV 1990–1993
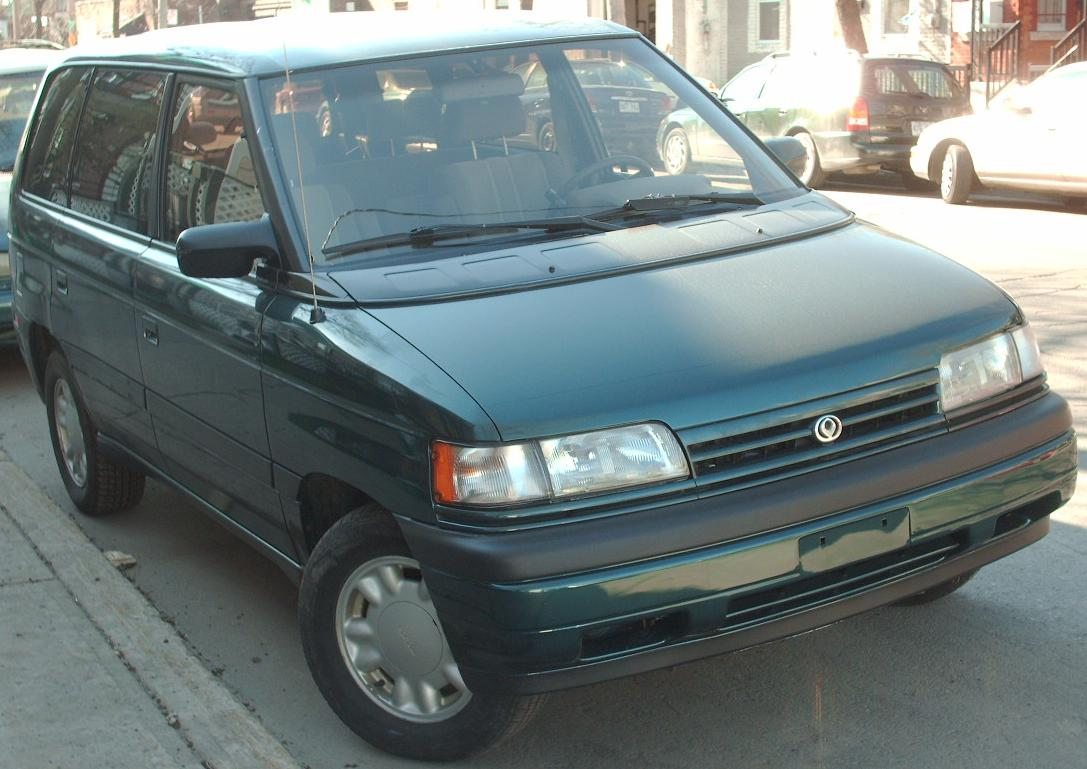
Ẽfini MPV 1993–1994 1. Facelift
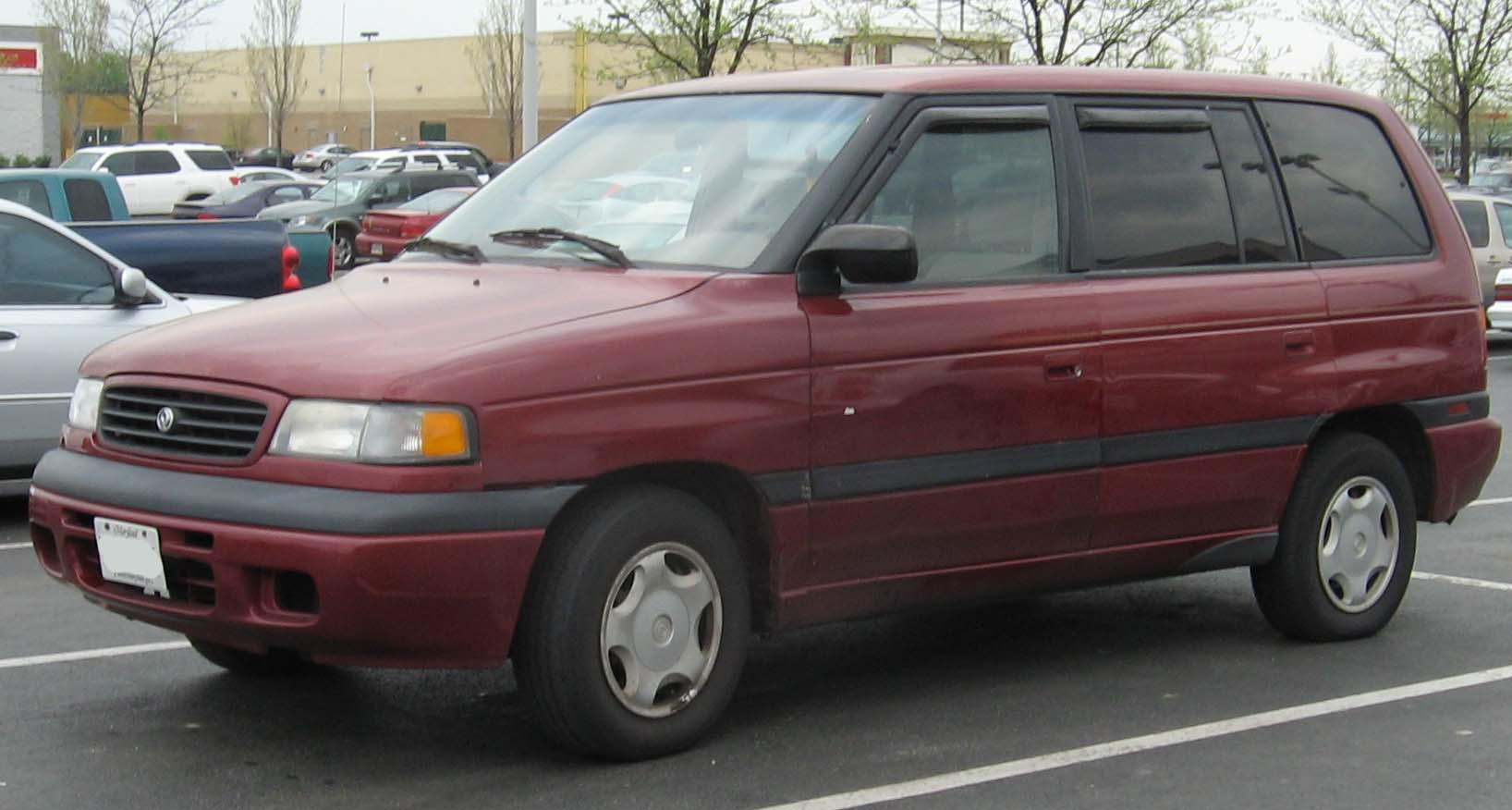
Ẽfini MPV 1994–1996 2. Facelift
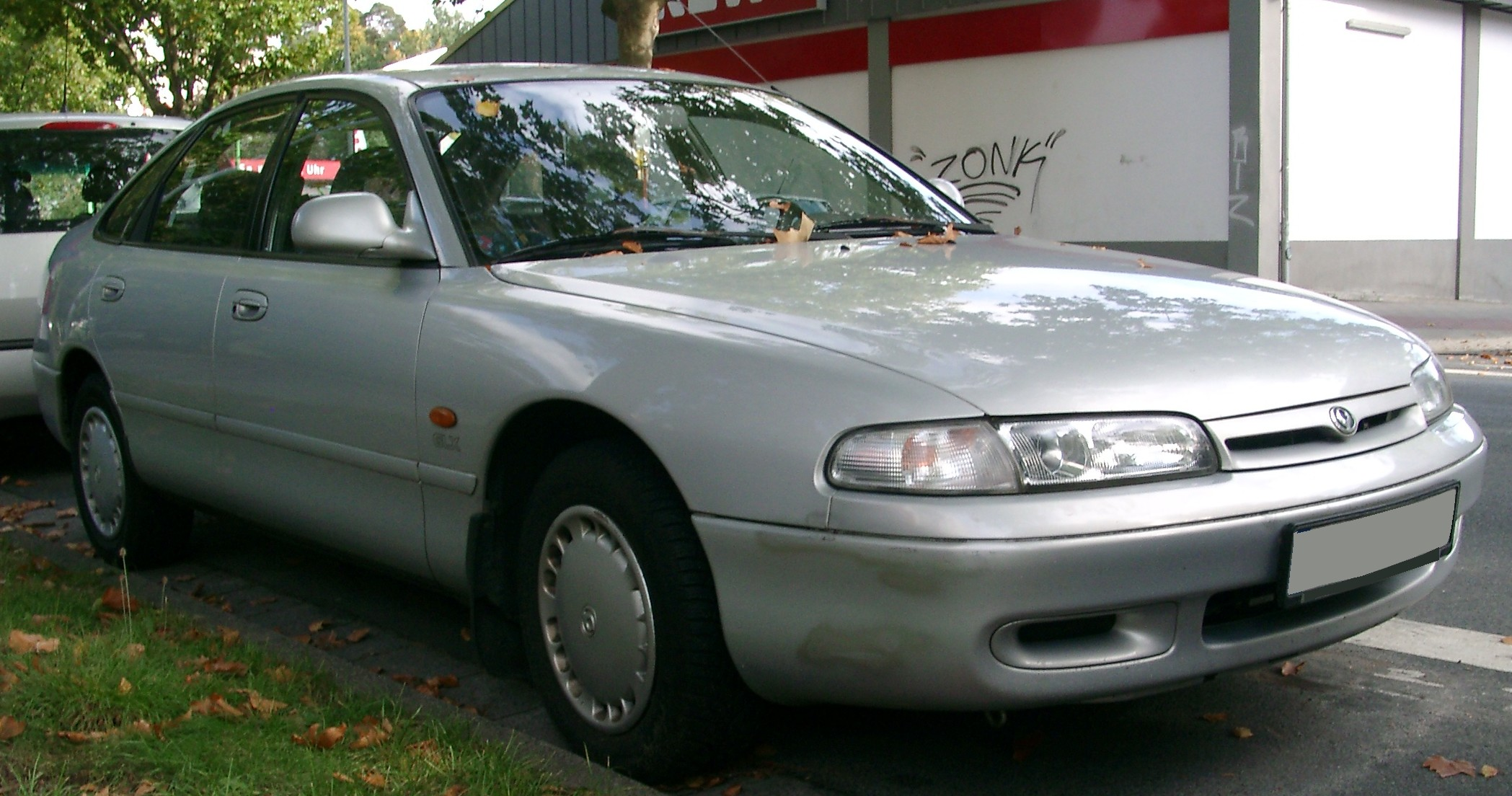
Ẽfini MS-6 1991–1994
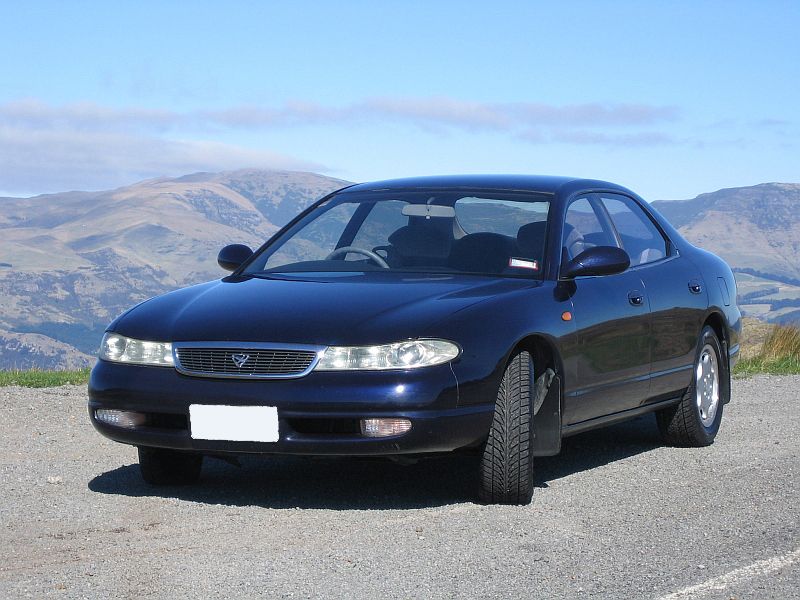
Ẽfini MS-8 1992–1996
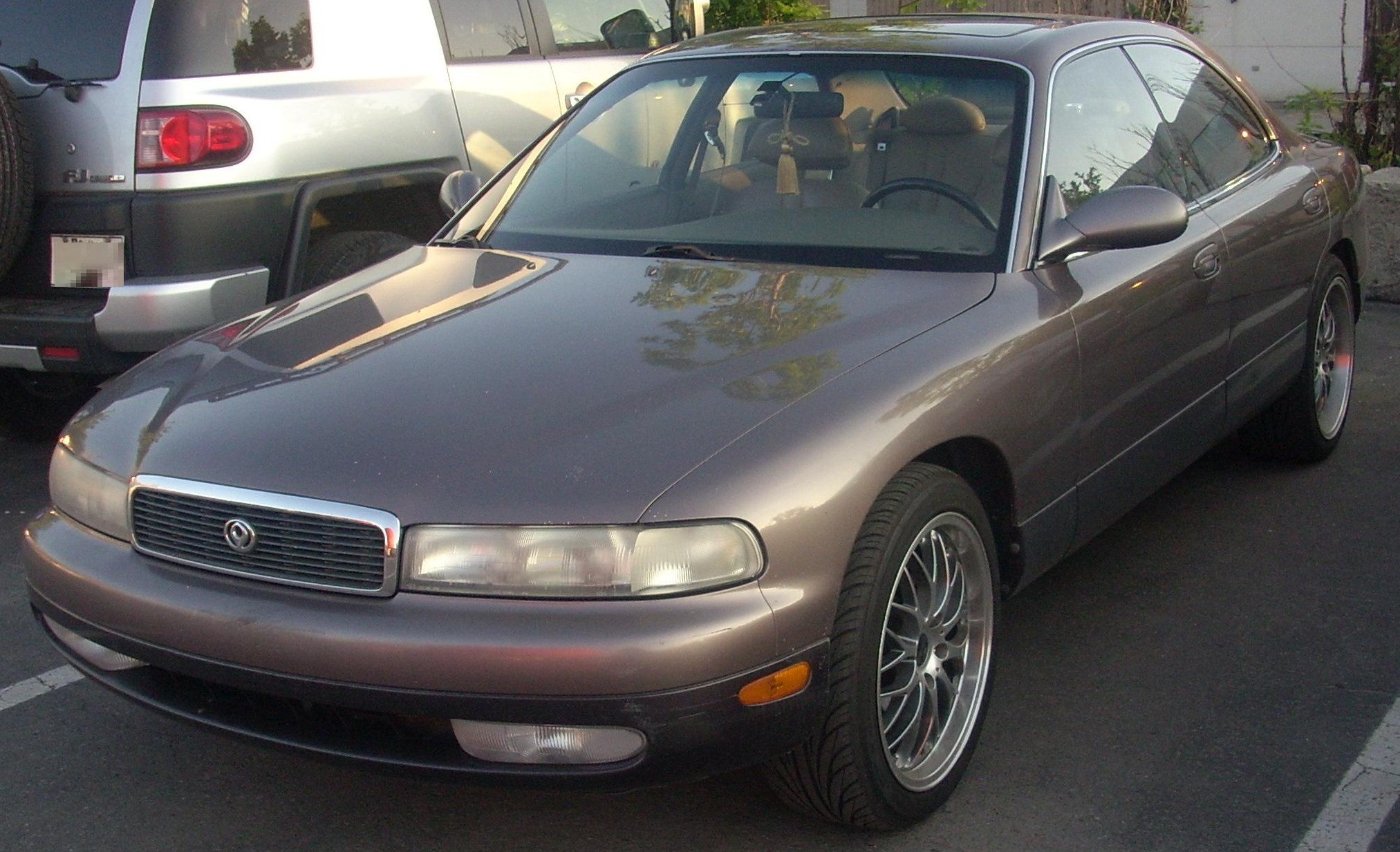
Ẽfini MS-9 1991–1993
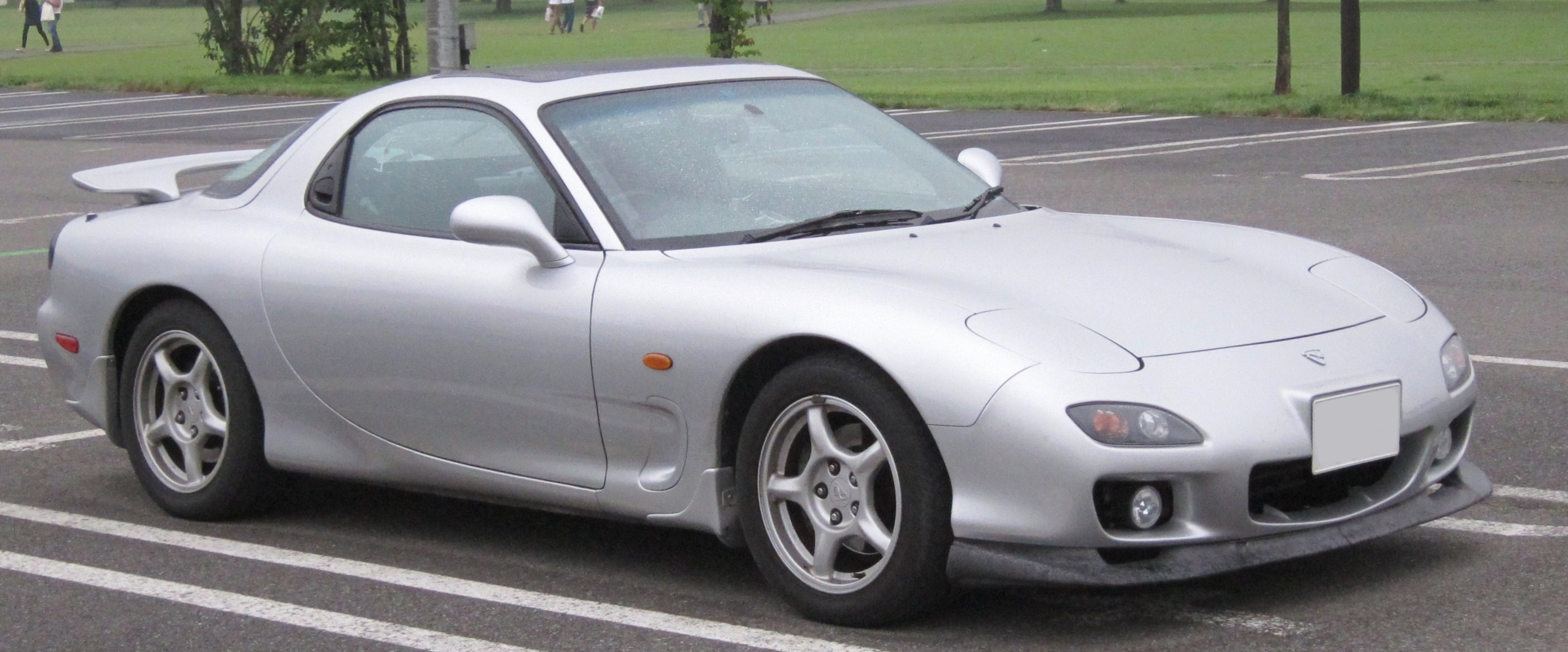
Ẽfini RX-7 1991–1996